# Gao Xinglong
Gao Xinglong (en chinois, 高兴龙, né le 12 mars 1994 dans le Heilongjiang) est un athlète chinois, spécialiste du saut en longueur.

## Carrière
Le 6 juillet 2014, il porte son record personnel à 8,18 m (vent + 1,4 m/s) à Jinhua. Il est médaille de bronze lors des Jeux asiatiques de 2014. Le 4 juin 2015, il remporte la médaille d'or lors des Championnats d'Asie 2015. Il échoue en août suivant au pied du podium des Championnats du monde de Pékin. Le 18 mai 2016, il s'impose au World Challenge Beijing avec 8,23 m.
Le 13 mai, lors du meeting de Shanghai, il saute 8,22 m mais est toutefois battu par le Sud-Africain Luvo Manyonga (8,61 m, DLR MR).

## Palmarès
| Date | Compétition           | Lieu             | Résultat | Marque  |
| ---- | --------------------- | ---------------- | -------- | ------- |
| 2014 | Jeux asiatiques       | Incheon          | 3e       | 7,86 m  |
| 2015 | Championnats d'Asie   | Wuhan            | 1er      | 7,96 m  |
| 2015 | Championnats du monde | Pékin            | 4e       | 8,14 m  |
| 2016 | Ligue de diamant      | Ligue de diamant | 2e       | détails |
| 2019 | Universiade           | Naples           | 9e       | 7,74 m  |

## Records
| Épreuve          | Épreuve      | Performance | Lieu       | Date            |
| ---------------- | ------------ | ----------- | ---------- | --------------- |
| Saut en longueur | En plein air | 8,34 m      | Pékin      | 7 août 2015     |
| Saut en longueur | En salle     | 8,12 m      | Birmingham | 21 février 2015 |